# Oxyscelio marginalis
Oxyscelio marginalis är en stekelart som först beskrevs av Jean-Jacques Kieffer 1916.  Oxyscelio marginalis ingår i släktet Oxyscelio och familjen Scelionidae. Inga underarter finns listade i Catalogue of Life.